# Associação Fonética Internacional
A Associação Fonética Internacional (em língua inglesa, International Phonetic Association) é uma organização que promove o estudo científico da fonética e várias aplicações práticas dessa ciência. A maior contribuição da associação para a comunidade acadêmica é o Alfabeto fonético internacional — uma notação para a representação fonética de todas as línguas. A associação publica a revista Journal of the International Phonetic Association.

## Histórico
Em 1886, em Paris, um pequeno grupo de professores de língua formou uma associação para encorajar o uso da notação fonética em escolas a fim de ajudar as crianças a adquirirem uma pronúncia de línguas estrangeiras realista e também para ensinar leitura às jovens crianças. O grupo, liderado por Paul Passy, intitulou-se Dhi Fonètik Tîtcerz’ Asóciécon (FTA). Em janeiro de 1889, o nome da Associação foi mudado para L’Association Phonétique des Professeurs de Langue Vivantes (AP) e em 1897 para L’Association Phonétique Internationale (API) – em inglês, a International Phonetic Association (IPA).
O apogeu da Associação, em número de membros associados e influência na educação, se deu por volta de 1914, quando contava com 1751 membros em 40 países. A Primeira Guerra Mundial e suas consequências interromperam severamente as atividades da Associação e o Journal não teve suas publicações retomadas até o ano de 1922.

## Desenvolvimento do alfabeto
O intuito inicial do grupo era criar uma série de símbolos fonéticos aos quais diferentes articulações pudessem ser aplicadas, a fim de que cada língua teria um alfabeto particular aos sons daquela língua. Eventualmente, foi decidido que um alfabeto universal, com os mesmos símbolos sendo usados para o mesmo som em diferentes línguas, era o ideal. O desenvolvimento do Alfabeto Fonético Internacional progrediu rapidamente até a virada do século XX. Desde então, houve várias mudanças ao Alfabeto com adições e subtrações indicadas pelos avanços da ciência fonética.

## Exames
A Associação Fonética Internacional tem também administrado exames em fonética desde 1908, expedindo Certificados de Proficiência em fonética em inglês, francês ou alemão.